# VR Dm7 sorozat

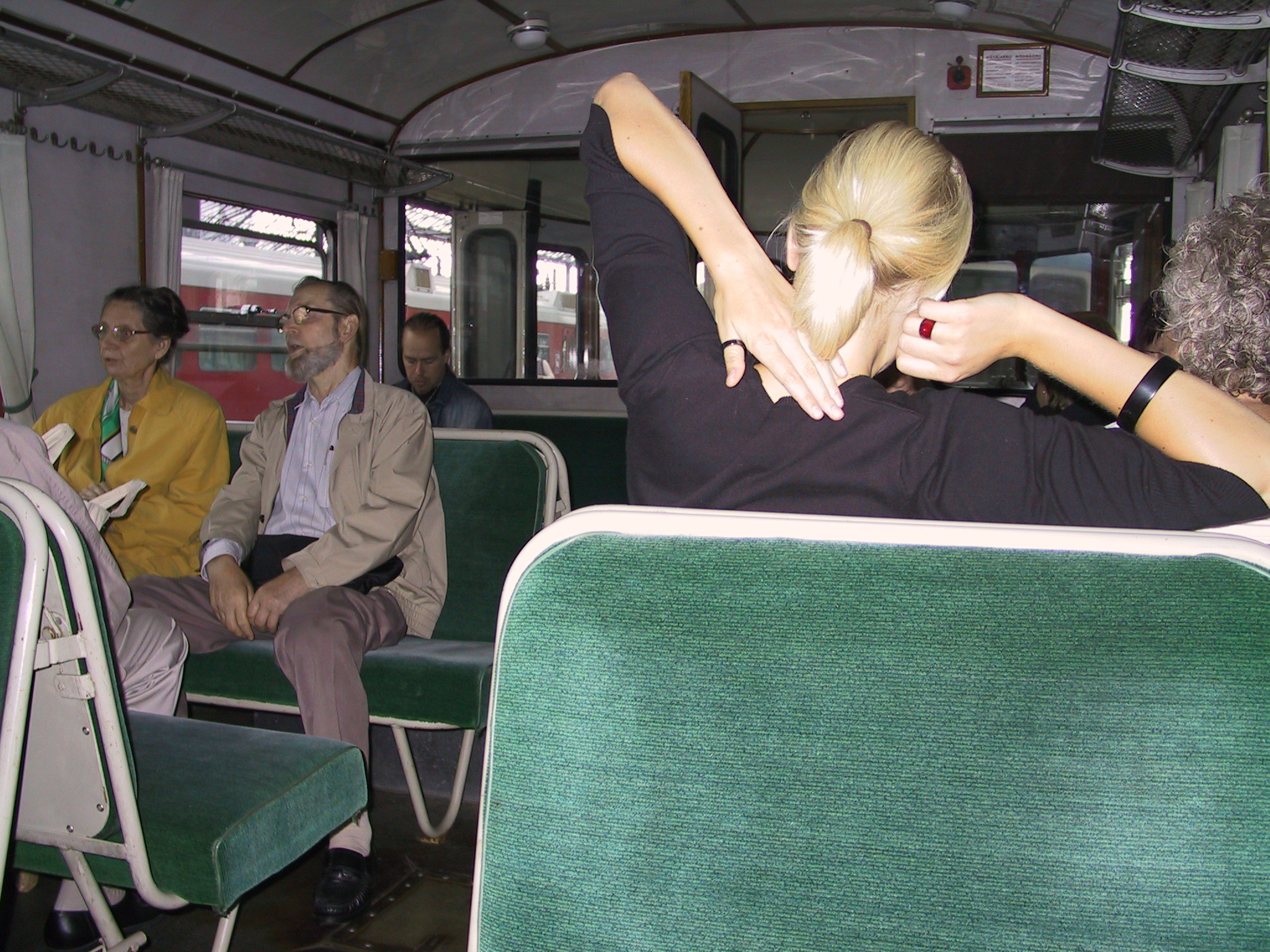
A motorvonat utastere

A VR Dm7 sorozat egy finn dízelmotorvonat-sorozat volt. A Valmet gyártotta 1955 és 1963 között. Összesen 197 db készült belőle. Feladata volt az alacsony forgalmú vasúti mellékvonalakon a gőzmozdonyok által vontatott személyszállító vonatok kiváltása.
A VR 1998-ban selejtezte a motorvonatokat.